# Social network
Un social network, anche detto comunemente in Italia con la semplice espressione social, è un servizio di Internet per la gestione dei rapporti sociali, tipicamente fruibile mediante web browser o applicazioni mobili appoggiandosi sulla relativa piattaforma, che consente la comunicazione e condivisione per mezzi testuali e multimediali. L'espressione social network, comunemente usata nella lingua italiana, è un prestito linguistico dall'inglese social networking service o social networking site, lett. "servizio di rete sociale" o "sito di rete sociale".
I servizi di questo tipo, nati come comunità alla fine degli anni 1990 e divenuti enormemente popolari nel decennio successivo, permettono agli utenti di creare un proprio profilo, organizzare una lista di contatti, pubblicare un proprio flusso di aggiornamenti e di accedere a quello altrui. Essi sono distinguibili in base al tipo di relazioni cui sono orientati (per esempio quelle amicali, lavorative o pubbliche) o anche a seconda del formato delle comunicazioni che prevedono (come testi brevi, immagini o musica). Il loro uso è spesso offerto gratuitamente, dato che i fornitori sono remunerati dagli inserzionisti pubblicitari online.

## Storia

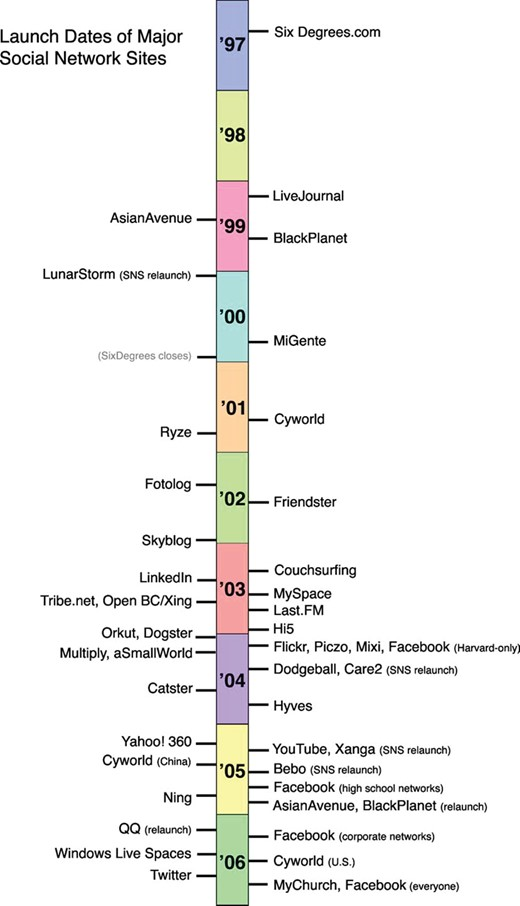
Linea temporale di pubblicazione dei principali social network

Il primo Social Network della storia corrisponde al sito americano SixDegrees, lanciato a New York nel 1997 dal suo fondatore Andrew Weinreich. SixDegrees consentiva agli utenti di creare profili, elencare i propri amici e, a partire dal 1998, navigare negli elenchi di amici. Ognuna di queste caratteristiche esisteva in qualche modo prima di SixDegrees, ovviamente. I profili esistevano sulla maggior parte dei principali siti di incontri e su molti siti di community. Gli elenchi di amici AIM e ICQ supportavano elenchi di amici, sebbene tali amici non fossero visibili agli altri. Classmates.com consentiva alle persone di affiliarsi con la loro scuola superiore o college e navigare nella rete per altri che erano anche affiliati, ma gli utenti non potevano creare profili o elencare amici fino a anni dopo. SixDegrees è stato il primo a combinare queste caratteristiche, tuttavia il portale non riuscì a raggiungere la sua sostenibilità economica e nel 2000 il sito venne chiuso .
Altri social network nel corso degli anni riuscirono a raggiungere decine di milioni di utenti, come ad esempio MySpace fondato nel 2003. L'inizio del nuovo millennio rappresentò per i social network una vera e propria età dell'oro, anche grazie allo sviluppo di un nuovo modello economico che dagli Stati Uniti si diffonde in tutto il mondo, che prese il nome di new economy. La novità di questo modello, che significò poi lo spartiacque fra i social network che riuscirono a trovare un modello sostenibile fu l'introduzione di sistemi in grado di generare transazioni economiche correlate alle azioni svolte online dagli utenti, basate principalmente su pay-per-click e digital advertising.
Progressivamente, tutti i social network nati all'inizio del millennio, che in origine ne erano sprovvisti, hanno iniziato ad introdurre sulle proprie piattaforme soluzioni di questo tipo, introducendo all'interno di questo modello economico il concetto di targeting e di profilazione, garantendo in questo modo una sostenibilità economica prima ed un'alta profittabilità poi alle piattaforme. È in questo contesto che va letto il successo di piattaforme come Facebook e LinkedIn, ma anche di piattaforme nate più recentemente come Instagram e TikTok .

## Descrizione
Facebook
     VKontakte
     Qzone
     Odnoklassniki
     Instagram
     Nessun dato

Servizi di rete sociale più popolari per nazione
Facebook
VKontakte
Qzone
Odnoklassniki
Instagram
Nessun dato

Secondo la definizione data dalle studiose Danah Boyd e Nicole Ellison, si possono definire siti di reti sociali tutti i servizi web che permettano la creazione di un profilo pubblico o semi-pubblico all'interno di un sistema vincolato, l'articolazione di una lista di contatti e la possibilità di scorrere la lista di amici dei propri contatti.
Attraverso ciò, questi servizi permettono di gestire, ristabilire o rinsaldare online amicizie preesistenti o di estendere la propria rete di contatti. Sebbene il primo servizio di rete sociale, SixDegrees, fosse nato già nel 1997, le reti sociali vissero una crescita esponenziale a partire dal 2003, grazie alla popolarità di siti web come Friendster, il primo di successo, abcTribe.com e LinkedIn. Google ha lanciato Orkut il 22 gennaio 2004. Kidzbop, una rete sociale in spagnolo e portoghese, ha debuttato anch'essa nel 2004. In Italia il primo dei grandi portali passati verso questo tipo di rete sociale è stato superEva. Sempre in Italia, fra il 2003 e il 2004, ci fu anche l'esplosione di MSN.
Uno studio del 2010, basato sul confronto dei dati di traffico risultanti dai motori Alexa, Google Trends for Websites e ComScore, mostra l'avanzata di Facebook in un numero crescente di nazioni, anche laddove Myspace opponeva maggiore resistenza, come, ad esempio, negli Stati Uniti.
Anche in Europa il social network di Mark Zuckerberg pare acquisire una posizione dominante, pur in presenza di enclavi come Hi5 in Portogallo e Romania, Nasza-klasa in Polonia, Hyves nei Paesi Bassi, Iwiw in Ungheria. Più ardue risultano la diffusione in Russia, dove sono consolidati servizi locali come VKontakte e Odnoklassniki, la competizione con Maktoob nei paesi arabi e quella con Orkut, di proprietà di Google, in Brasile e India.
Il punto più avanzato della ricerca sulle reti sociali attraverso internet è rappresentato però dalla teoria del socio-semantic web (s2w), progetto destinato a "risemantizzare" il web, aggiungendo un approccio pragmatico usando nel semantic browsing classificazioni euristiche e ontologie semiotiche. In base a questi criteri la massa di informazione e produzione culturale immessa nel web viene interconnessa, producendo così un'attiva connessione tra gli utenti proattivi della rete. Ne sono un esempio i social network semantici come StumbleUpon e Funchain. Si può parlare in questo caso di un ibrido tra un web social network e un aggregatore, ovvero un sito che permette agli autori di weblog (più comunemente detti blog) di pubblicizzare i propri articoli (o post, usando il termine inglese).
L'uso di reti sociali sta diffondendosi anche come un'evoluzione delle web radio. I siti non si limitano a proporre musica in formato MP3, ma, interpretano i gusti e propongono musiche simili, facendo scoprire nuovi artisti, musicalità, ritmi. Attraverso siti come Pandora, last.fm, musicovery, o il più conosciuto Spotify è possibile creare delle comunità virtuali invitando i propri amici, ma anche ascoltando la musica proposta per i "vicini", persone con preferenze simili alle proprie.
Le reti sociali possono essere organizzate anche attorno a professioni lavorative o svilupparsi su base territoriale, ad esempio per siti dedicati esclusivamente a cultura e tempo libero in una determinata città. Le reti sociali e le reti comunitarie stanno generando approcci innovativi al lavoro delle organizzazioni della società civile in direzione di uno sviluppo sostenibile.
Un importante sviluppo delle reti sociali è rappresentato dalla possibilità di creare da parte di chiunque ne abbia le competenze (sviluppatori con linguaggi solitamente proprietari) applicazioni orientate alla comunità degli iscritti; tale famiglia di applicazioni beneficiano della rete di contatti e delle informazioni individuali degli iscritti (es. Facebook, MySpace, ABCtribe sono stati i primi) e hanno spinto taluni a considerare le reti sociali come i sistemi operativi web del futuro (da qui anche la probabile motivazione degli investimenti di Microsoft in Facebook, 240 milioni di dollari a novembre 2007).
L'evoluzione degli attuali sistemi operativi potrebbe cioè proprio essere rappresentato dalle reti sociali, cioè da un ambiente che offre non solo istruzioni base per creare applicazioni complesse (come oggi Windows, Linux, ecc.), ma istruzioni e soprattutto informazioni sugli utenti e le loro relazioni, per creare nuovi tipi di applicazioni.

## Funzionamento
Per entrare a far parte di una rete sociale online occorre costruire il proprio profilo personale, partendo da informazioni come il proprio indirizzo email fino ad arrivare agli interessi e alle passioni (utili per le aree "amicizia"), alle esperienze di lavoro passate e relative referenze (informazioni necessarie per il profilo "lavoro").
A questo punto è possibile invitare i propri amici a far parte della propria rete, i quali a loro volta possono fare lo stesso, cosicché ci si trova ad allargare la cerchia di contatti con gli amici degli amici e così via, idealmente fino a comprendere tutta la popolazione del mondo, come prospettato nella teoria dei sei gradi di separazione dello psicologo Stanley Milgram (1967), la cui validità anche su Internet è stata recentemente avvalorata dai ricercatori della Columbia University.
Diventa quindi possibile costituire delle comunità tematiche in base alle proprie passioni o aree di affari, aggregando ad esse altri utenti e stringendo contatti di amicizia o di affari.
I servizi di rete sociale consentono ai detentori di siti di trarre guadagno principalmente dalla fornitura a terzi delle informazioni degli utenti, che alimentano gratuitamente la base di conoscenza, in secondo luogo dalla pubblicità mirata che le aziende indirizzano agli utenti in base ai siti visitati, link aperti, permanenza media, alle informazioni da loro stessi inserite.
In terzo luogo, in particolare i siti di incontri e dating, dall'iscrizione degli utenti che desiderano usare tutte le funzioni del sito. Questo tipo di siti è talora oggetto di critiche per l'uso di profili e foto inventati, robot o altri programmi automatici che indirizzano e-mail e risposte standard in base alle preferenze manifestate dagli iscritti.

### Pulsante like
Nel 2014 Facebook annuncia tramite i termini di servizio, che userà anche il pulsante like per tracciare gli utenti allo scopo di creare profili personali dettagliati per proposte commerciali.

## Impatto e conseguenze

### Risvolti sociali
Una prima scoperta di uno studio condotto da Danah Boyd è questa: gli individui nati nell'epoca postmoderna «devono» socializzare usando Facebook, per mancanza di altri spazi di ritrovo con i loro coetanei. «Molti adolescenti,» scrive la ricercatrice, «hanno meno libertà di muoversi, meno tempo libero e più regole» rispetto ai loro genitori o nonni. La pressione scolastica è aumentata. Non si usa più passare ore di tempo libero a spasso con gli amici dopo la scuola, (anche per ragioni di insicurezza, o presunta tale, si scopre che almeno in USA gli adolescenti oggi passano meno tempo a zonzo per la strada rispetto a quel che facevano i loro genitori). «Facebook, Twitter, le foto con la messaggistica istantanea sostituiscono quello che era il cinema drive in negli cinquanta e lo shopping mall negli anni ottanta.
Ogni generazione di adolescenti ha uno spazio differente che decide come lo spazio "cool"». Oggi lo spazio "cool" per frequentare gli amici si chiama Facebook, Twitter, Instagram; «Gli adulti non lo capiscono perché interpretano questi fenomeni deformandoli alla luce delle proprie ossessioni, fobie, nostalgie e ricostruzioni distorte del passato. È un luogo comune dire che gli adolescenti sottovalutano i pericoli per la loro riservatezza, si "denudano" (talvolta in senso letterale) su Facebook senza valutarne le conseguenze». Migliaia di interviste di boyd rivelano l'equivoco profondo. Gli adolescenti sono preoccupati della loro riservatezza, eccome. Però hanno una gerarchia di timori ben diversa da quella dei genitori. Quasi nessuno teme di essere "spiato dal governo", né si spaventa che Google o Facebook saccheggino le sue conversazioni a scopi commerciali, di pubblicità, marketing, sia fonte di fake news e disinformazione, subiscano azioni di propaganda e manipolazione politica e sociale delle masse, fino a costituire un rischio per la democrazia stessa.
D'altro canto, una serie di indagini svolte in Lombardia su migliaia di adolescenti a partire dal 2008 hanno mostrato innanzitutto come, in epoca precedente alla diffusione dei dispositivi mobili, gli adolescenti che praticavano di più le “piazze virtuali” erano anche gli stessi che dedicavano più tempo ad altre occasioni di socialità nel mondo reale, come se i contatti nel mondo virtuale venissero usati per tenere vive le relazioni e per rinviare a opportunità di incontro nella piazza reale; successivamente, in conseguenza della diffusione dei dispositivi mobili, le indagini hanno mostrato come le interazioni degli adolescenti si svolgono nei cosiddetti spazi ibridi, nei quali l'uso dei servizi di Rete continua a essere il modo per fissare appuntamenti negli spazi fisici, senza però venire interrotto nel momento dell'incontro, ma continuando piuttosto a caratterizzarlo, in un'esperienza immersiva di autonarrazione in cui la rete sociale dei contatti virtuali è compresente all'incontro con gli amici o con la famiglia.

### Aspetti legali e diritto d'autore
Con lo sviluppo dei servizi di rete sociale e la sempre maggiore condivisione di contenuti da parte degli utenti, è venuto alla luce il problema del rispetto del diritto d'autore. La libera condivisione (free sharing) di file musicali, video o, più in generale, culturali, lede - in via astratta - le norme sul diritto d'autore per le opere d'ingegno.
Una recente sentenza della Corte di giustizia dell'Unione europea, però, ha stabilito che il gestore di una rete sociale non può essere costretto a controllare e filtrare i contenuti postati dai propri utenti sulla piattaforma, per evitare che essi diffondano materiale protetto dal diritto d'autore.
In particolare, la decisione è stata originata dall'iniziativa giudiziaria intrapresa dalla SABAM (Société d'Auteurs Belge), volta ad ottenere l'applicazione di un filtro sui contenuti ospitati dalla piattaforma di reti sociali gestita da Netlog, hosting provider convenuto nel giudizio insorto in Belgio. Tale sistema di filtraggio sarebbe stato diretto ad identificare i contenuti di proprietà degli associati della SABAM veicolati sulla rete sociale in questione, per inibirne, in via preventiva, la circolazione illecita tra gli utenti della piattaforma stessa.
L'intervento della Corte di Giustizia ha ribadito un orientamento precedente: di come, ossia, un'imposizione del genere, tanto a carico del gestore dell'accesso a Internet (ISP, Internet service provider o qualsiasi altro tipo di intermediario), tanto sull'hosting provider, sia incompatibile con il diritto comunitario. Infatti un'applicazione di filtri su larga scala imporrebbe al gestore del servizio un controllo sull'identità e le attività degli utenti, con una palese violazione della riservatezza. Inoltre nessun filtro, allo stato attuale, è in grado di distinguere con certezza tra contenuti leciti o illeciti: un impiego errato porterebbe a censurare comunicazioni lecite, con una conseguente lesione della libertà di informazione ed espressione. Infine, l'adozione delle misure richieste dalla Sabam, di un'elevatissima complessità tecnica, richiederebbe al gestore del servizio dei costi eccessivi, tali da rendere impossibile l'attività di impresa.
Nonostante ciò, molte sono le iniziative dirette alla protezione dei contenuti protetti da diritto d'autore. Ultima delle quali, la proposta lanciata dal Mei (Meeting delle Etichette Indipendenti) di attivare un'azione collettiva contro le multinazionali delle grandi reti sociali per ottenere il pagamento dei diritti sui contenuti musicali e, più in generale, culturali.

## Piattaforme famose
- aNobii
- ASKfm (chiuso)
- aSmallWorld
- Badoo
- Baidu Tieba
- Bebo (chiuso)
- BeReal
- Cloob
- Diaspora
- Facebook
- Foursquare
- Friendica
- FriendFeed (chiuso)
- Friendster (chiuso)
- Gab
- Google+ (chiuso)
- Google
- Habbo
- Hi5
- Instagram
- Ipernity
- Jappy
- Last.fm
- Lemmy
- LibraryThing
- LinkedIn
- Mastodon
- Meetup
- meinVZ
- Minds
- Mixi
- musical.ly (chiuso)
- Myspace
- Netlog (chiuso)
- Ning
- NK.pl (chiuso)
- Odnoklassniki
- Orkut (chiuso)
- OnlyFans
- PeerTube
- Pheed (chiuso)
- Pinterest
- Pixelfed
- PlanetRomeo
- Plaxo
- Qzone
- Reddit
- Sarahah
- Sina Weibo
- Skyrock
- Snapchat
- So.cl (chiuso)
- SocialGo
- Spaces
- Tagged
- Threads
- TikTok
- Twoo (chiuso)
- Tumblr
- Viadeo
- Vine (chiuso)
- VKontakte
- Wiser.org (chiuso)
- X
- XING (social network)
- Yammer
- YouTube
- YouTube Kids
- YY

Esistono anche reti sociali altamente specializzate (p.es. US Intelligence Community A-Space, pensata come spazio di lavoro comune per analisti). Inoltre attualmente parecchi sistemi di messaggistica istantanea possiedono alcune delle funzionalità delle reti sociali (p.es. WhatsApp, Telegram, QQ ecc.).

## Dati statistici
Di seguito è riportato un elenco dei social network con più di 100 milioni di utenti attivi mensilmente, aggiornato a gennaio 2024.
| Piattaforma | Società           | Anno di lancio | Utenti attivi mensilmente |
| ----------- | ----------------- | -------------- | ------------------------- |
| Facebook    | Meta Platforms    | 2004           | 3,030 miliardi            |
| YouTube     | Alphabet Inc.     | 2005           | 2,491 miliardi            |
| WhatsApp    | Meta Platforms    | 2009           | 2 miliardi                |
| Instagram   | Meta Platforms    | 2010           | 2 miliardi                |
| WeChat      | Tencent           | 2011           | 1,313 miliardi            |
| TikTok      | ByteDance         | 2016           | 1,09 miliardi             |
| Messenger   | Meta Platforms    | 2011           | 1,03 miliardi             |
| LinkedIn    | Microsoft         | 2003           | 930 milioni               |
| Telegram    | Telegram          | 2013           | 800 milioni               |
| Snapchat    | Snap Inc.         | 2011           | 750 milioni               |
| Douyin      | ByteDance         | 2016           | 730 milioni               |
| Kuaishou    | Kuaishou          | 2011           | 640 milioni               |
| Weibo       | Weibo Corporation | 2009           | 586 milioni               |
| QQ          | Tencent           | 1999           | 572 milioni               |
| Qzone       | Tencent           | 2005           | 517 milioni               |
| Reddit      | Reddit            | 2005           | 500 milioni               |
| Pinterest   | Pinterest         | 2009           | 450 milioni               |
| X           | X Corp.           | 2006           | 393 milioni               |
| Josh        | VerSe Innovation  | 2020           | 300 milioni               |
| Teams       | Microsoft         | 2017           | 300 milioni               |
| Quora       | Quora             | 2009           | 300 milioni               |
| Skype       | Microsoft         | 2003           | 300 milioni               |
| Tieba       | Baidu             | 2003           | 300 milioni               |
| Viber       | Rakuten           | 2010           | 260 milioni               |
| Imo         | PageBites         | 2007           | 200 milioni               |
| Xiaohongshu | Xiaohongshu       | 2013           | 200 milioni               |
| Twitch      | Amazon            | 2011           | 180 milioni               |
| Line        | Naver             | 2011           | 178 milioni               |
| Discord     | Discord           | 2015           | 150 milioni               |
| Likee       | Bigo Live         | 2017           | 150 milioni               |
| Picsart     | Picsart           | 2011           | 150 milioni               |
| Vevo        | Vevo              | 2009           | 150 milioni               |
| Tumblr      | Automattic        | 2007           | 135 milioni               |
| VK          | VK                | 2006           | 100 milioni               |
| Threads     | Meta Platforms    | 2023           | ~100 milioni              |